# Alta sociedad (película de 1956)
Alta sociedad (High Society) es una película estadounidense de 1956 dirigida por Charles Walters, el filme está basado en la obra teatral de Philip Barry The Philadelphia Story, llevada a la pantalla con anterioridad con notable éxito (Historias de Filadelfia, 1940). Tuvo dos candidaturas a los Óscar: a la mejor música y a la mejor canción por True Love. Esta fue la última película de Grace Kelly antes de que se retirara del cine para convertirse en la esposa de Rainiero III, príncipe de Mónaco, esta fue una de las películas más esperadas en aquel entonces ya que se juntaba por primera vez a los dos artistas más populares del momento Bing Crosby y Frank Sinatra.

## Argumento
Tracy estuvo casada con su amigo y vecino de siempre Dexter, pero el matrimonio terminó en divorcio. Ahora está a punto de casarse de nuevo con un aburrido hombre de negocios.
Los regalos para la boda ya han llegado y todo está preparado. El periodista Mike Connor logra acceder a la casa y conocer a Tracy. Hablando con ella se da cuenta de que en el fondo todavía quiere a Dexter, aunque ella no es consciente de ello. Por su parte, Dexter la sigue amando. En las horas siguientes se decidirá cual será el camino que elegirá Tracy.

## Reparto
- Bing Crosby como C. K. Dexter Haven
- Grace Kelly como Tracy Lord
- Frank Sinatra como Macaulay "Mike" Connor
- Celeste Holm como Elizabeth "Liz" Imbrie
- John Lund como George Kittredge
- Louis Calhern como Tío Willie
- Sidney Blackmer como Seth Lord
- Louis Armstrong y su banda como ellos mismos:
  - Edmond Hall – clarinete
  - Trummy Young – trombón
  - Billy Kyle – piano
  - Arvell Shaw – bajo
  - Barrett Deems – batería
- Margalo Gillmore como Srta. Seth Lord

## Producción
La filmación tuvo lugar entre enero y marzo de 1956. La película fue filmada principalmente en los alrededores de Clarendon Court en Newport, Rhode Island , que luego era propiedad de Mae Cadwell Hayward,  y más tarde comprada en 1970 por Claus von Bulow . 
La ubicación, según Turner Classic Movies, les permitió aprovechar el Newport Jazz Festival, establecido en 1954, incorporándolo a la película al darle al personaje de Crosby un trasfondo como descendiente de un barón ladrón de la Edad Dorada que se convirtió en compositor de jazz y amigo de la estrella de jazz Louis Armstrong, quien se interpreta a sí mismo en la película, y mecenas del Festival.  Como Crosby verificó su nombre en la canción " Now You Has Jazz ", en la que cada músico tiene un pequeño solo, la banda de Armstrong incluye: Edmond Hall (clarinete), Trummy Young (trombón), Billy Kyle (piano), Arvell Shaw (bajo) y Barrett Deems (tambores).
Esta película presentó el papel final de Grace Kelly antes de convertirse en la Princesa de Mónaco. La película fue estrenada  tres meses después de su matrimonio con el Príncipe Rainiero III de Monaco  .  
En la película, Kelly llevaba el anillo de compromiso Cartier que le regaló Rainiero. Los biógrafos de Sinatra, George Jacobs y William Stadiem, afirman que Crosby mantuvo su distancia de Sinatra durante la producción y se mantuvo estrictamente profesional cuando Sinatra deseaba compañía, comportamiento que "mató" a Sinatra al pensar que Crosby se consideraba un cantante de clase superior. Sin embargo, esto es rechazado por TCM, que afirma que "a pesar de la rivalidad entre  Bing Crosby y Frank Sinatra, los dos trabajaron juntos de manera muy amigable durante el rodaje". 
Afirman que Sinatra estaba fascinado con Grace Kelly, al igual que muchos de sus coprotagonistas anteriores, y además se afirma que les hubiera encantado tener una aventura con ella no obstante temían el rechazo y la vergüenza frente a Crosby, quien tenía un romance con Kelly, el mismo que fue fugaz ya que Crosby enfrió la relación y contrajo matrimonio con otra mujer, dejando a Kelly destrozada.
El velero utilizado en la película, el True Love (originalmente el Venona II basado en el diseño Malabar de John Alden construido para competir), navega en el lago Seneca desde Watkins Glen, Nueva York, como un barco de excursión para Schooner Excursions, Inc.

## Números Musicales

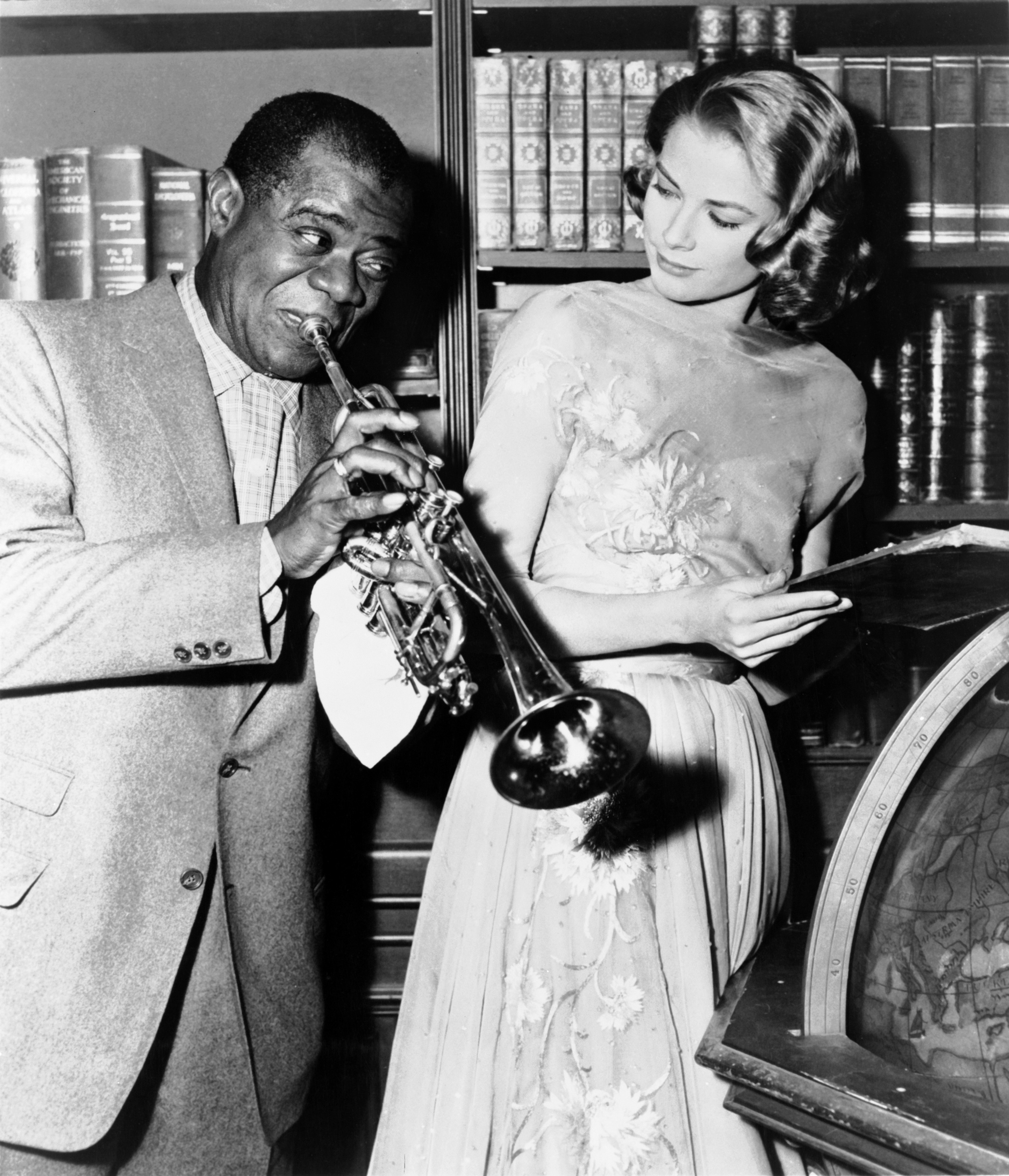
Louis Armstrong y Grace Kelly durante el rodaje

El productor Sol C. Siegel le pagó a Porter $ 250,000 por su primera partitura original en ocho años; además  introdujo un par de estándares pop, incluidos "True Love" y "You're Sensational". Crosby y Sinatra  no solo colaboraron por primera vez, sino que detrás de escena dos maestros orquestadores, Conrad Salinger y Nelson Riddle, fusionaron sus arreglos bajo la batuta de Johnny Green. Armstrong y su banda tienen un par de momentos destacados y Kelly tiene su único papel en un musical.
- "Overture"
- "High Society Calypso" – Armstrong & su banda
- "Little One" – Crosby
- "Who Wants to Be a Millionaire?" – Sinatra y Celeste Holm
- "True Love" – Crosby y Kelly
- "You're Sensational" – Sinatra
- "I Love You, Samantha" – Crosby
- "Now You Has Jazz" – Crosby, y Armstrong & su banda, presentados individualmente
- "Well, Did You Evah!" – Crosby y Sinatra
- "Mind if I Make Love to You?" – Sinatra

Se lanzó un álbum de banda sonora el año en el cual se estrenó la película y fue un gran éxito tanto en Estados Unidos como en todo el mundo . Se ha dicho que una de las principales razones por las que  Sinatra se sintió atraída por la película fue por trabajar por primera vez con su ídolo de la infancia Crosby y uno de los mejores momentos musicales de la película es cuando los dos interpretan "Well, Did You Evah!".
El título de la canción "¿Quién quiere ser millonario?" adquirió un nuevo significado medio siglo después como el título de una franquicia mundial de juegos . "I Love You, Samantha" también se ha convertido en una de las favoritas del jazz para improvisaciones. 
Cuando Crosby cantó "Now You Has Jazz", pronunció la letra de Porter "rock and roll", y muy bien podría haber sido la primera vez que esa frase se pronunció en una película. Es bastante irónico que lo dijese  Crosby ya que el rock and roll muy pronto eclipsaría el jazz y el swing de Crosby, Sinatra y Armstrong. La primera película de rock and roll salió al año siguiente.

## Taquilla
En la taquilla norteamericana y mundial , High Society fue todo un éxito. Fue una de las 10 películas más taquilleras de 1956, recaudando en los EE. UU. Y Canadá  $ 5,602,000 y $ 2,656,000 a nivel mundial, lo que resultó en una ganancia de $ 1,148,000 cifra que para aquel entonces era una gran cantidad de dinero.

## Elogios
High Society recibió dos nominaciones al Premio de la Academia, y casi recibió una tercera. La película fue nominada inicialmente en los Premios de la Academia de 1956 a la mejor historia cinematográfica, a pesar de no ser  elegible en esa categoría ya que estaba basada en la película de 1940 The Philadelphia Story. Además, los escritores nominados, Elwood Ullman y Edward Bernds, no habían escrito esta película, sino una película de 1955 de Bowery Boys también titulada High Society.
Según el libro Inside Oscar, Steve Broidy, presidente del estudio casero de The Bowery Boys, Allied Artists, manifestó a la prensa: "Esto demuestra lo que hemos sabido todo el tiempo: que la serie Bowery Boys no podría haber durado tanto tiempo de no ser por los buenos escritores". Dejando de lado las bromas en la prensa, Ullman y Bernds enviaron un telegrama a la Junta de Gobernadores de los Premios de la Academia, reconociendo el error y solicitando que se quitaran sus nombres de la boleta final.